# Saz (strumento musicale)
Con il termine saz ci si riferisce in Turchia a un gruppo di liuti a manico lungo di dimensioni varie. Chiamato anche chitarra saracena, il saz è uno strumento cordofono, membro della famiglia dei liuti a manico lungo, ha una cassa armonica piriforme e tastatura mobile, solitamente in legno di mogano, gelso o ginepro. Questo strumento viene impiegato nel türkü, il popolare genere musicale turco. 

## La storia
Di origine Turca, il saz discende dal più antico kopuz, discendente degli antichi pandouras,strumento delle tribù curde dell'Asia centrale e diffuso in Asia Minore ed Egitto sin dal primo millennio a.C. Il kopuz aveva corde di crine e corpo di cuoio, nel XV secolo l'uso di corde di metallo diede origine al cogur. A causa dello stress dato dalle corde di metallo al corpo di cuoio, questo venne sostituito da un corpo in legno: nasce così l'odierno saz.
Il saz compare nei testi per la prima volta nel XVIII secolo. L'esploratore francese Jean Benjamin de Laborde, che visita la Turchia in questo secolo, scrive "Il bağlama o tambura ha la forma del cogur ma è più piccolo". Si riferisce probabilmente al cura.
Uno strumento simile è la çiftelia albanese.

## Lo strumento
Il saz ha un suono dolce e cristallino, viene suonato con un leggero plettro, tradizionalmente un plettro oblungo di legno di ciliegio, oggi si usano plettri di plastica.
La famiglia del Saz conta 4 strumenti: Cura, Bağlama, Tambura, Divan Saz.
La Cura è il più acuto, gli altri sono uno un'ottava sotto all'altro, il Divan Saz (o semplicemente saz) è il più profondo della famiglia. In alcune fonti la famiglia viene denominata baglama e il termine saz viene riservato solo al Divan Saz.
Talvolta i musicisti classificano i saz anziché su tonalità e dimensioni, sul numero di corde e sulla loro disposizione. Il Oniktelli Saz ha 4 coppie di corde (8 in totale). Nel bozuk e nel Yeditelli la fila più bassa ha 3 corde, le altre due 2 corde (7 in totale).

### Cura saz
Il cura è il saz più piccolo e più acuto. Ha un corpo piccolo e una tastiera corta, possiede 3 coppie di corde (6 corde in totale) e tasti mobili. Viste le sue dimensioni e il suono più acuto è lo strumento preferito dagli artisti di strada per la trasportabilità e la tonalità più facilmente udibile anche senza amplificazione.

### Bağlama
Il bağlama è il secondo strumento della famiglia per profondità di suono, un'ottava sotto al cura, una sopra al tambura. Solitamente possiede 2 coppie di corde più un terzetto (7 corde in totale).

### Tambura
Il tambura è il terzo strumento della famiglia per profondità di suono, un'ottava sotto al baglama, una sopra al divan.
Solitamente possiede 2 coppie di corde più un terzetto (7 corde in totale).

### Divan saz
Il divan saz detto anche Meydan saz è lo strumento con suono più profondo, un'ottava sotto al tambura. Solitamente possiede 2 coppie di corde più un terzetto (7 corde in totale), ma può anche avere una sola coppia e 2 terzetti di corde (8 corde in totale).